# Семёнов, Сергей Федосеевич
Сергей Федосеевич Семёнов (1914-1988) — старший сержант Рабоче-крестьянской Красной Армии, участник Великой Отечественной войны, полный кавалер ордена Славы.

## Биография
Сергей Семёнов родился 20 сентября 1914 года в деревне Большое Гребенино (ныне — Гагаринский район Смоленской области). После окончания четырёх классов школы работал в колхозе. 
В 1936-1939 годах служил в Рабоче-крестьянской Красной Армии. Демобилизовавшись, работал плотником в колхозе на родине. 
В августе 1941 года Семёнов повторно был призван в армию и направлен на фронт Великой Отечественной войны. В боях два раза был ранен.
К июлю 1944 года старший сержант Сергей Семёнов командовал миномётным расчётом 820-го стрелкового полка 117-й стрелковой дивизии 69-й армии 1-го Белорусского фронта. Отличился во время освобождения Польши. 25 июля 1944 года расчёт Семёнова уничтожил пулемётную точку, мешавшую продвижению вперёд советской пехоты. 4 сентября 1944 года Семёнов был награждён орденом Славы 3-й степени.
21 января 1945 года во время штурма Познани расчёт Семёнова уничтожил несколько пулемётных точек и более 10 солдат и офицеров противника. 9 марта 1945 года Семёнов был награждён орденом Славы 2-й степени.
16 апреля 1945 года в боях на Одере к северу от Франкфурта-на-Одере расчёт Семёнова уничтожил 2 пулемётные точки. В ходе последующего наступления он оказал большую поддержку пехотным частям. 23 апреля 1945 года в бою на реке Шпрее Семёнов с товарищами уничтожил 1 пулемёт и около отделения пехоты.
Указом Президиума Верховного Совета СССР от 31 мая 1945 года за «мужество, отвагу и героизм, проявленные в борьбе с немецкими захватчиками» старший сержант Сергей Семёнов был награждён орденом Славы 1-й степени за номером 1842.
После окончания войны Семёнов был демобилизован. Проживал и работал сначала на родине, затем в Гагарине. Умер 17 ноября 1988 года, похоронен на Московском кладбище Гагарина.
Был также награждён орденами Отечественной войны 1-й степени и Красной Звезды, рядом медалей.